# Louise Otto
Louise Otto, po mężu Sander (ur. 30 sierpnia 1896 w Hamburgu, zm. 9 marca 1975 tamże) – niemiecka pływaczka reprezentująca Cesarstwo Niemieckie, srebrna medalistka igrzysk olimpijskich (1912).
Podczas V Letnich Igrzysk Olimpijskich w Sztokholmie w 1912 roku, Otto wystartowała w dwóch konkurencjach pływackich. Na dystansie 100 metrów stylem dowolnym z czasem 1:34,4 zajęła drugie miejsce w pierwszym wyścigu eliminacyjnym i zakwalifikowała się do fazy półfinałowej. Startując w pierwszym półfinale poprawiła swój czas z eliminacji o 2,4 sekundy lecz mimo to zajęła w nim ostatnie szóste miejsce i odpadła z dalszej rywalizacji. Otto wystartowała także na drugiej zmianie niemieckiej sztafety 4 × 100 m stylem dowolnym. Czasem 6:04,6 ekipa Niemek zdobyła srebrny medal.
Otto reprezentowała klub Damen Schwimmverein Bille Hamburg.